# プチヴェール

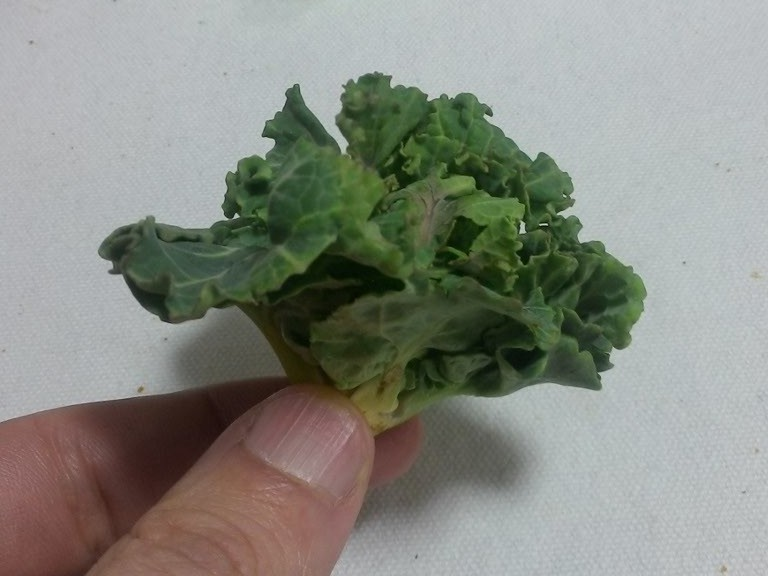
プチヴェール

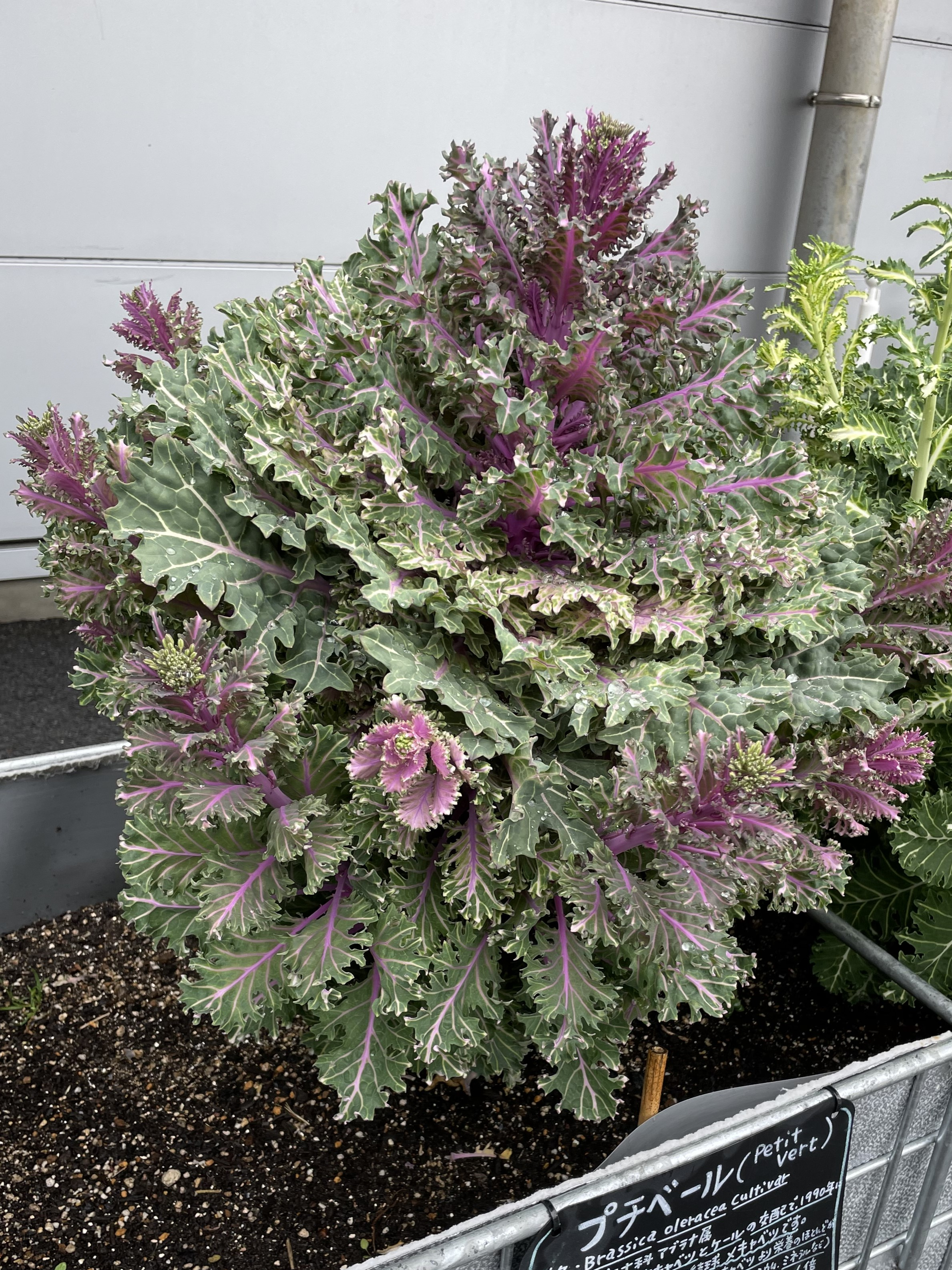
プチヴェールの株

プチヴェール（Petit vert）は、アブラナ科の野菜。1990年に株式会社増田採種場（静岡県）がケールとメキャベツの交配によって開発した、世界初の「非結球メキャベツ」である。
その名前は、フランス語で小さな緑を意味する。近年では、青汁や野菜ジュースの材料にも使われている。

## 特徴
ビタミンC、カロテン、鉄分、カルシウムを多く含み、栄養値が高いとされる。カルシウムに関しては、搾汁液は牛乳と比べて吸収率が高いという研究結果がある。
また、糖度が11～16度あることも特徴的。糖度は気温が低いほど増すという指摘がある。